# Aleix Espargaró

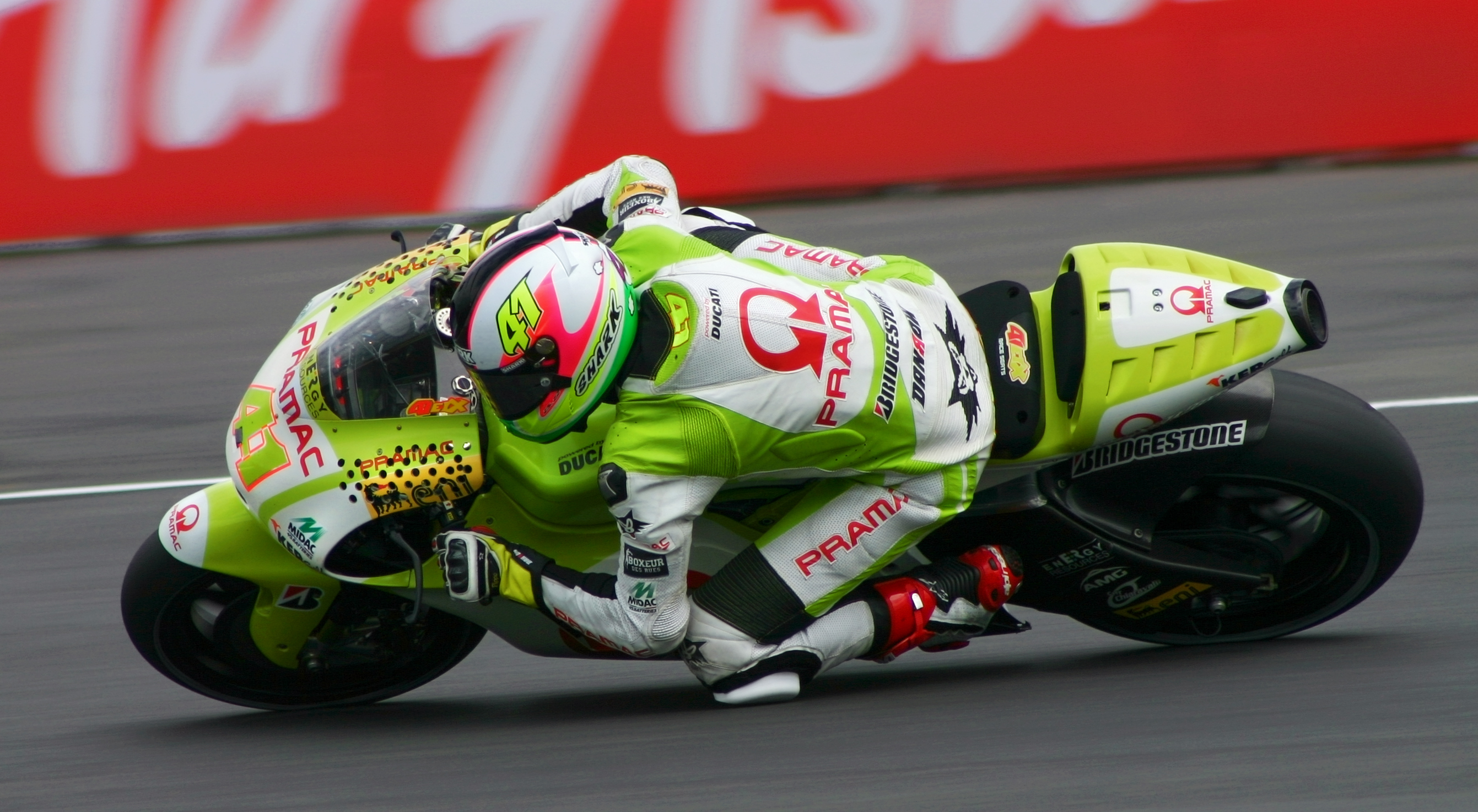
Espargaró 2010 auf Ducati

Aleix Espargaró Villà (* 30. Juli 1989 in Granollers) ist ein spanischer Motorradrennfahrer.

## Karriere
Nachdem Espargaró als bis dahin jüngster Fahrer der Geschichte die spanische 125-cm³-Meisterschaft gewonnen hatte, bestritt er 2004 auf Honda sein erstes Rennen in der Motorrad-Weltmeisterschaft. 2005 folgte die erste komplette Saison beim Seedorf RC3 Racing Team, die er mit 36 Punkten auf Platz 16 beendete. Die nächste Saison begann Espargaró mit dem BQR-Team in der Achtelliterklasse und wechselte nach sechs Rennen innerhalb des Teams als Nachfolger des zurückgetretenen Sebastián Porto in die 250-cm³-Kategorie. Die Saisons 2007 bei Blusens Aprilia und 2008 bei Lotus Aprilia beendete Espargaró auf dem 15. beziehungsweise zwölften Platz der Gesamtwertung.
Für 2009 bekam er keinen festen Platz mehr in der WM. Er arbeitete als Testfahrer für einen Moto2-Prototyp und trat in der spanischen Meisterschaft an. Als Ersatzmann fuhr er zwei Rennen in der 250er-WM im Balatonring Team bei der Dutch TT in Assen, wo er Vierter wurde, und beim Großen Preis von Deutschland auf dem Sachsenring, wo er auf Platz sieben ins Ziel kam. Bei den Rennen in Großen Preis von Indianapolis und in San Marino vertrat Espargaró Mika Kallio, der seinerseits den erkrankten Casey Stoner im Ducati-Werksteam ersetzte, im Team Pramac Racing auf einer Ducati Desmosedici GP9 in der MotoGP-Klasse. Seine Leistungen bei den beiden Rennen brachten ihm einen Vertrag in diesem Team für die Saison 2010 als Nachfolger von Niccolò Canepa ein. Espargaró schloss seine erste komplette MotoGP-Saison mit 65 Punkten – beste Ergebnisse waren zwei achte Plätze – auf Rang 14 ab. Dennoch wurde sein Vertrag nicht verlängert und er fand auch in keinem anderen Team einen Platz in der MotoGP-Klasse. Deshalb wechselte Espargaró für 2011 zurück in die mittlere Klasse, die mittlerweile als Moto2- ebenso wie die MotoGP-Kategorie mit Viertraktern unterwegs war, ins Team von Sito Pons. Er wurde mit 76 Punkten und dem dritten Rang in Katalonien als bestem Einzelergebnis WM-Zwölfter und ließ seinen Teamkollegen Axel Pons, den Sohn des Teamchefs, deutlich hinter sich. Der dritte Platz in Barcelona war der erste Podestplatz in Espargarós bis dahin 94 Rennen zählenden WM-Karriere.
Zur Saison 2012 kehrte er in die Königsklasse zurück und fuhr im Power Electronics Aspar-Team von Jorge Martínez eine ART. Diese und die folgende Saison waren für Espargaró von konstanten Leistungen in den Punkterängen gepärgt – in insgesamt 36 Rennen erreichte er 32-Mal das Ziel, immer unter den besten 15, und fiel nur viermal aus. 2014 war Espargaró für Forward Racing auf Forward-Yamaha in der MotoGP-Kategorie unterwegs. Er steigerte sich auf konstante Platzierungen unter den besten zehn, fuhr beim von schwierigen Wetterbedingungen geprägten Großen Preis von Aragonien mit Rang zwei hinter Jorge Lorenzo seinen ersten MotoGP-Podestplatz ein und wurde mit 126 Punkten Siebender der der Gesamtwertung und mit Abstand bester Nicht-Werksfahrer.
Zur Saison 2015 wechselte Espargaró ins Werksteam von Suzuki, in dem er neben seinem Landsmann Maverick Viñales antrat. Dieses wie das folgende Jahr beendete er auf der GSX-RR für Suzuki Ecstar als Gesamtelfter.
2022 gewann Espargaró in seinem 284. Grand-Prix-Rennen und gleichzeitig seinem 200. Start in der MotoGP-Klass sein erstes Rennen beim Großen Preis von Argentinien. Er ist damit nach Dominique Sarron, Haruchika Aoki, Álex Márquez, Luca Marini und Darryn Binder der insgesamt sechste Bruder eines früheren GP-Siegers, welcher ebenfalls gewinnen konnte.
Für 2025 unterschrieb er einen Vertrag als Markenbotschafter beim Radsportteam Lidl-Trek Future Racing.

## Familie
Espargarós jüngerer Bruder Pol ist ebenfalls Motorradrennfahrer und wurde 2013 Weltmeister in der Moto2-Klasse.
Aleix Espargaró ist verheiratet und Vater von Zwillingen (* 2018).

## Statistik

### Erfolge
- 2004 – Spanischer 125-cm³-Meister auf Honda
- 3 Grand-Prix-Siege

### In der Motorrad-Weltmeisterschaft
(Stand: Großer Preis von Tschechien, 20. Juli 2025)
| Saison | Klasse  | Team                          | Motorrad       | Rennen | Siege | Zweiter | Dritter | Poles | Schn. Runden | Punkte | Ergebnis |
| ------ | ------- | ----------------------------- | -------------- | ------ | ----- | ------- | ------- | ----- | ------------ | ------ | -------- |
| 2004   | 125 cm³ | Racc Caja Madrid              | Honda          | 1      | –     | –       | –       | –     | –            | 0      | –        |
| 2005   | 125 cm³ | Seedorf RC3 – Tiempo Holidays | Honda          | 16     | –     | –       | –       | –     | –            | 36     | 16.      |
| 2006   | 125 cm³ | Würth Honda BQR               | Honda          | 6      | –     | –       | –       | –     | –            | 0      | –        |
| 2006   | 250 cm³ | Würth Honda BQR               | Honda          | 9      | –     | –       | –       | –     | –            | 20     | 19.      |
| 2007   | 250 cm³ | Blusens Aprilia               | Aprilia        | 17     | –     | –       | –       | –     | –            | 47     | 15.      |
| 2008   | 250 cm³ | Lotus Aprilia                 | Aprilia        | 16     | –     | –       | –       | –     | –            | 92     | 12.      |
| 2009   | 250 cm³ | Balatonring Team              | Aprilia        | 2      | –     | –       | –       | –     | –            | 22     | 20.      |
| 2009   | MotoGP  | Pramac Racing                 | Ducati         | 4      | –     | –       | –       | –     | –            | 16     | 18.      |
| 2010   | MotoGP  | Pramac Racing Team            | Ducati         | 18     | –     | –       | –       | –     | –            | 65     | 14.      |
| 2011   | Moto2   | Pons HP40                     | Pons-Kalex     | 17     | –     | –       | 1       | –     | –            | 76     | 12.      |
| 2012   | MotoGP  | Power Electronics Aspar       | ART            | 18     | –     | –       | –       | –     | –            | 74     | 12.      |
| 2013   | MotoGP  | Power Electronics Aspar       | ART            | 18     | –     | –       | –       | –     | –            | 93     | 11.      |
| 2014   | MotoGP  | NGM Forward Racing            | Forward-Yamaha | 18     | –     | 1       | –       | 1     | –            | 126    | 7.       |
| 2015   | MotoGP  | Team SUZUKI ECSTAR            | Suzuki         | 18     | –     | –       | –       | 1     | –            | 105    | 11.      |
| 2016   | MotoGP  | Team SUZUKI ECSTAR            | Suzuki         | 18     | –     | –       | –       | –     | –            | 93     | 11.      |
| 2017   | MotoGP  | Aprilia Racing Team Gresini   | Aprilia        | 17     | –     | –       | –       | –     | –            | 62     | 15.      |
| 2018   | MotoGP  | Aprilia Racing Team Gresini   | Aprilia        | 17     | –     | –       | –       | –     | –            | 44     | 17.      |
| 2019   | MotoGP  | Aprilia Racing Team Gresini   | Aprilia        | 19     | –     | –       | –       | –     | –            | 63     | 14.      |
| 2020   | MotoGP  | Aprilia Racing Team Gresini   | Aprilia        | 14     | –     | –       | –       | –     | –            | 42     | 17.      |
| 2021   | MotoGP  | Aprilia Racing Team Gresini   | Aprilia        | 18     | –     | –       | 1       | –     | –            | 120    | 8.       |
| 2022   | MotoGP  | Aprilia Racing                | Aprilia        | 20     | 1     | –       | 5       | 2     | 2            | 212    | 4.       |
| 2023   | MotoGP  | Aprilia Racing                | Aprilia        | 20     | 2     | –       | 1       | 1     | 2            | 206    | 6.       |
| 2024   | MotoGP  | Aprilia Racing                | Aprilia        | 18     | –     | –       | –       | 2     | 1            | 163    | 11.      |
| 2025   | MotoGP  | Honda HRC Test Team           | Honda          | 3      | –     | –       | –       | –     | –            | –      | 27.      |
| Gesamt | Gesamt  | Gesamt                        | Gesamt         | 342    | 3     | 1       | 8       | 7     | 5            | 1777   |          |

Grand-Prix-Siege
| Saison | Klasse | Rennen                            |
| ------ | ------ | --------------------------------- |
| 2022   | MotoGP | Argentinien                       |
| 2023   | MotoGP | Vereinigtes Konigreich Katalonien |